# Pamphorichthys minor
Pamphorichthys minor és una espècie de peix de la família dels pecílids i de l'ordre dels ciprinodontiformes.

## Morfologia
Els mascles poden assolir els 1,5 cm de longitud total i les femelles els 2,5.

## Distribució geogràfica
Es troba a Amèrica: Brasil (Mato Grosso).